# Villamoronta
Villamoronta es un municipio y localidad española de la provincia de Palencia (Castilla y León).

## Geografía
- Altitud: 843 metros.
- Latitud: 42° 24' N
- Longitud: 004º 42' O
- Pertenece a la comarca Vega-Valdavia, más concretamente a la comarca menor Vega y profundizando, la zona sur, la Vega-abajo.

## Historia

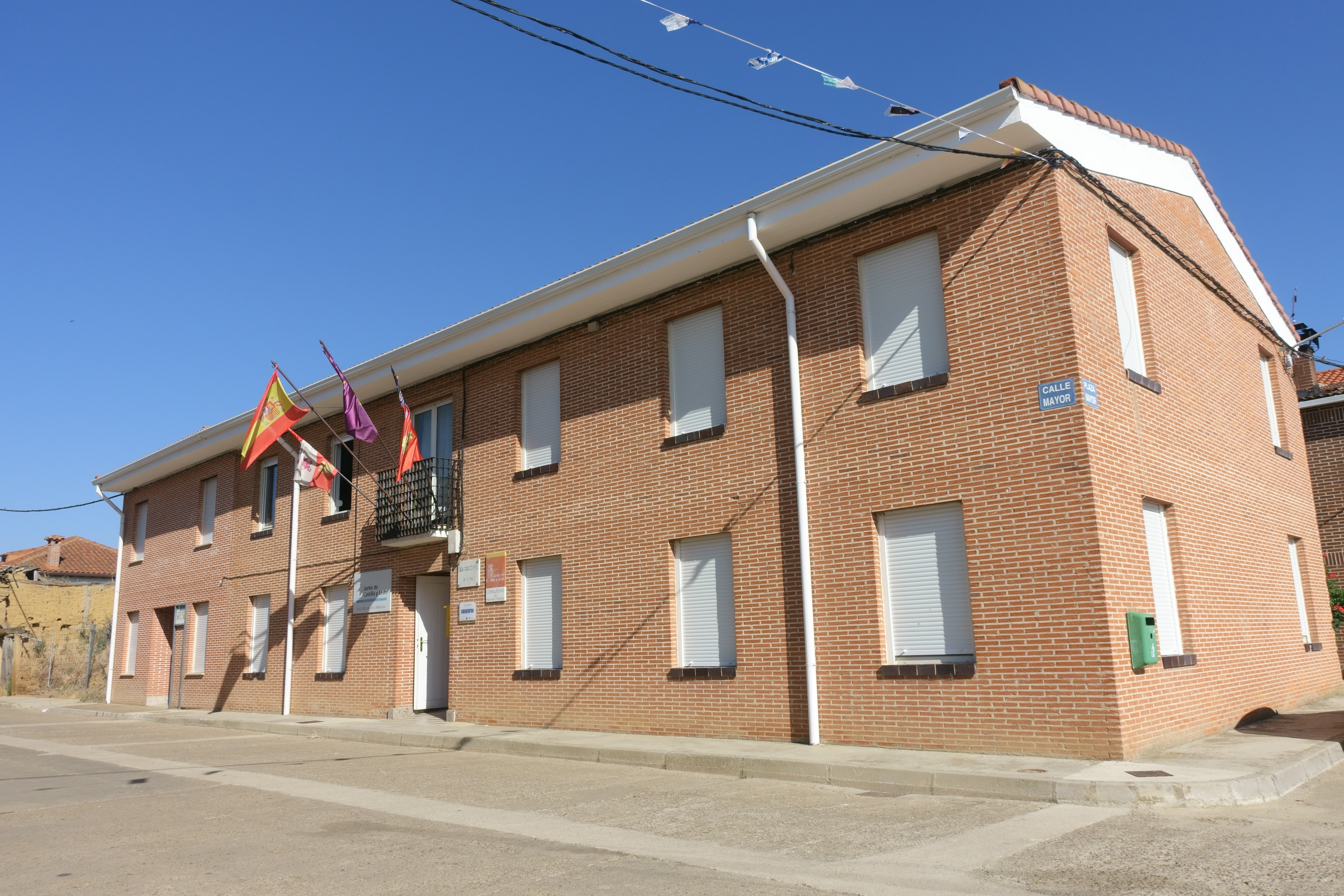
Casa consistorial

- Todas las fuentes apuntan a que el pueblo tiene su origen en la época de la Reconquista, por el repoblador Mauronta o Moronta y su pueblo procedente de las montañas cántabras del entorno de la localidad de Santillana del Mar, datado históricamente en torno a los años 870 y 919 (d. C.), según documentos pertenecientes a la Catedral de León. Otras localidades de la comunidad datan y tienen orígenes similares, véase, Villmorón en Burgos o Torremoronta, ya desaparecida, en Palencia. Por tanto se descarta la procedencia del nombre a partir del término "moros", utilizado para llamar así al pueblo árabe.

- En su término municipal y cerca de la ribera del río Carrión se levantó en su día, ya despoblado, el pueblo de "la Rebolleda", de época medieval. Dispuso Villamoronta en su término de una ermita dedicada a Nuestra Señora de la Antigua, cuya virgen sedente se guarda en la iglesia parroquial de San Pelayo. En este pueblo tuvo varias heredades la Bailía de la orden de San Juan de Jerusalén de la localidad palentina de Población de Campos.

- De Villamoronta era natural Tomás Montes, crucificado en 1812 en un árbol a la salida de la capital de Palencia, durante la Guerra de la Independencia por las tropas francesas del general Lacalle, con pedestal en la avenida de Asturias de la capital palentina.

- Así mismo de esta localidad fue natural Marcos de Celis, el más conocido torero palentino. Una placa en su honor fue colocada en la fachada de la construcción que hoy ocupa el solar de la casa de nacimiento del torero palentino.

## Demografía
Cuenta con una población de 239 habitantes (INE 2024).
| Gráfica de evolución demográfica de Villamoronta entre 1842 y 2021                                                    |
| |
| Población de derecho según los censos de población del INE. Población de hecho según los censos de población del INE. |

## Economía
La economía está basada en la ganadería y la agricultura, siendo uno de los mayores productores de leche de vaca de la provincia de Palencia. Además el municipio cuenta con una tienda de ultramarinos, una carnicería, y un tele-club municipal.

## Cultura

### Folclore y tradiciones
- La Jota de Villamoronta es una de las jotas más conocidas de la provincia de Palencia, con muchos años de historia y tradición. Fue versionada por el grupo Yedra en su disco 'Con el aire que llevas'.

Estribillo
Yo te quiero a ti porque sí
Yo te quiero a ti morena
La madre que te parió a ti
merecía una corona
(merecía una corona)
merecía ser alférez
Tú madre capitana,
Tú reina de las mujeres

Coplas
Yo he estado en el purgatorio
Y he visto todas las penas
Y he visto que por mujeres
Ningún galán se condena

La mujer se enamora
Del vestido y no del hombre
Falta de conocimiento
Porque el vestido se rompe

Dicen que pena no matan
Pero ayuda a morir
Una pena y otra pena
Me están matando a mi

Si tu cara tiene pecas
Niña no te de cuidado
que el cielo con sus estrellas
Está muy bien adornado

Allá va la despedida
la que echó Cristo en el Soto
La que no tenga marido
Que se venga con nosotros
- El patrón del municipio es san Pelayo Mártir y su fiesta se celebra el 26 de junio.
- El día 15 de mayo también se celebra san Isidro.